# Andrena alleghaniensis

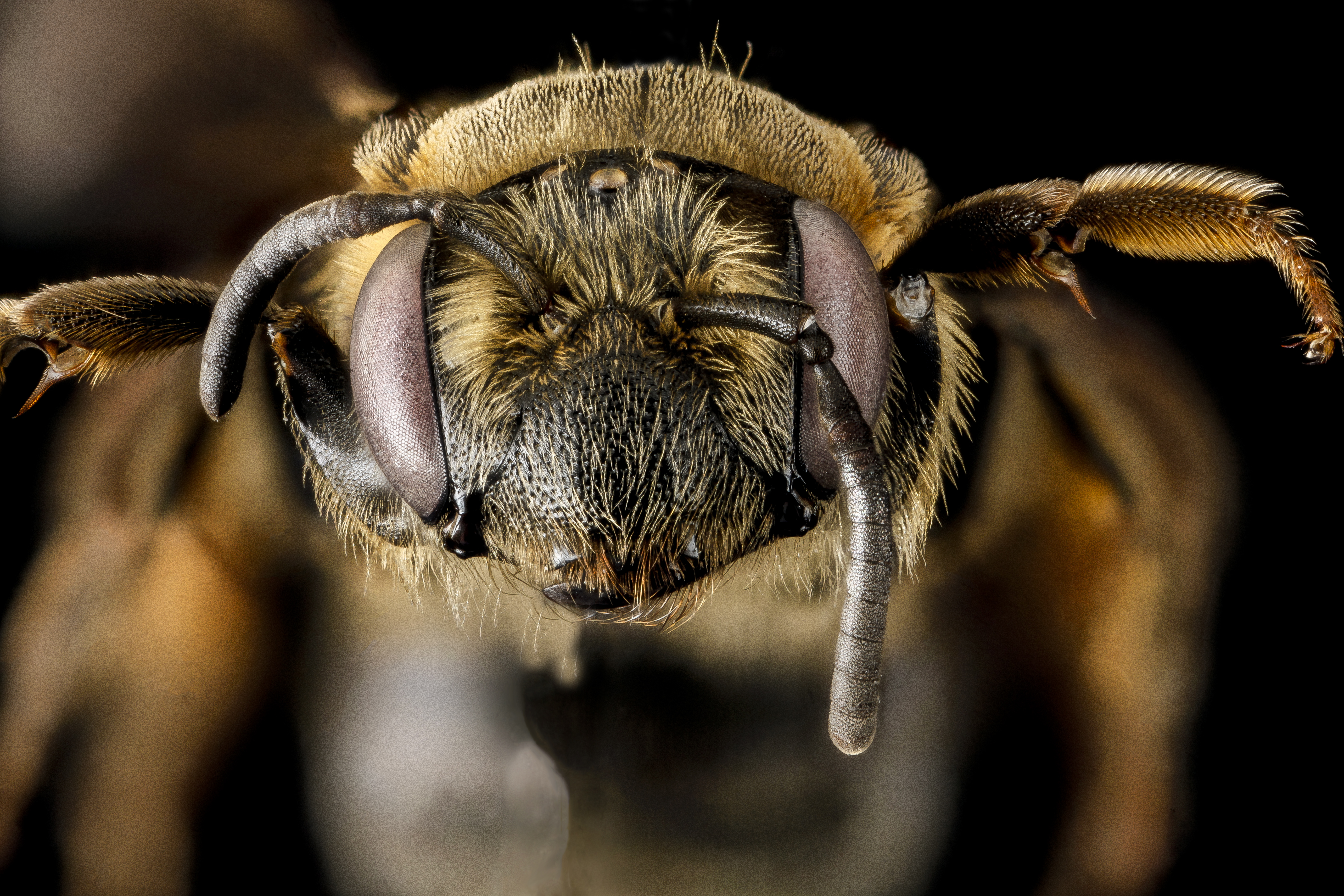
Andrena alleghaniensis, ansikte.

Andrena alleghaniensis är en biart som beskrevs av Henry Lorenz Viereck 1907. Den ingår i släktet sandbin och familjen grävbin. Inga underarter finns listade i Catalogue of Life.

## Beskrivning
Kroppen är övervägande svart. Spetsen på mandiblerna (de pariga käkarna) är dock rödaktiga i spetsen, undersidan på antennernas främre del är mörkbrun till rödbrun hos honan, ofta rödbrun hos hanen, vingarna är lätt genomskinligt rödaktiga med gula till rödbruna ribbor hos honan, rödbruna till rent bruna hos hanen. På bakkroppen har tergiterna 2 till 4 hos honan, 1 till 5 hos hanen vanligen genomskinliga bakkanter, hos hanen med en dragning åt rödbrunt. Pälsen är genomgående vitaktig, hos honan ibland ockrafärgad på huvud och mellankroppens ovansida. kroppslängden är 8 till 11 mm hos honan, 8 till 10 mm hos hanen.

## Utbredning
Arten finns i Nordamerika från Nova Scotia och Prince Edward Island över södra Quebec, södra Ontario och södra Manitoba till Saskatchewan i Kanada, samt från New England till Minnesota i norra USA med sydgräns i Alabama, Georgia och norra Florida. Enstaka fynd har gjorts i Utah och Colorado.

## Ekologi
Arten är polylektisk, den flyger till blommande växter från många familjer, som desmeknoppsväxter, flockblommiga växter, järneksväxter, korgblommiga växter, korsblommiga växter, kornellväxter, ärtväxter, videväxter, ranunkelväxter, brakvedsväxter och rosväxter. Flygtiden varar från maj till juni.
Som hos alla sandbin gräver honan sina larvbon i marken. Emellertid förefaller dessa vara av en enklare konstruktion hos denna art än hos många andra sandbin; en studie från 1990 tyder på att varje ägg läggs på botten av en inividuell gång från ytan, och att någon gemensam, övre förbindelsegång, som är vanlig hos de flesta andra sandbin, saknas.